# Antena de Oro 1998
La XXVI Edició dels Premis Antena de Oro, entregats el 9 de maig de 1998 a Benalmádena, encara que corresponents a 1997 foren els següents:

## Televisió
- Lorenzo Milá Mencos, per La 2 Noticias.
- Pedro Piqueras, per Espejo público.
- Máximo Pradera Sánchez i Fernando Schwartz Girón, per Lo + Plus.
- Xavier Sardà i Tàmaro, per Crónicas marcianas.
- José Luis Orosa Roldán, per la seva carrera professional
- Carmen Borja, per Noche trasnoche, de Canal Sur.
- Jorge Sánchez (Vía Digital)

## Ràdio
- Guillermo Fesser i Juan Luis Cano, per Gomaespuma.
- José Luis Muñoz, per España en fiestas.
- Carlos Pumares, per La voz de las estrellas.
- Esther Eiros, per Gente viajera.
- Juan Luis Cano, M80 Radio
- José Augusto Ventín

## Extraordinaris
- Luis Perezagua Clamagirand, director de la ONLAE
- Carlos Ardila, Radio Cadena Nacional de Colòmbia